# Ongeronde halfopen voorklinker
De ongeronde halfgesloten voorklinker of ongeronde gesloten-mid voorklinker is een klinker waarvan de articulatie de volgende kenmerken bezit:
- Het is een halfopen klinker, wat betekent dat de tong zich ongeveer halverwege de articulatie van een middenklinker en die van een open klinker bevindt;
- Het is een voorklinker.
- Het is een ongeronde klinker, wat betekent dat de lippen niet zijn gerond.

In het Internationaal Fonetisch Alfabet wordt deze klinker weergegeven als [ɛ]. Het overeenkomende X-SAMPA- symbool is E.

## Voorbeelden
- Nederlands
  - [ɛ]?: Standaarduitspraak van de korte beklemtoonde <e>
    - Voorbeeld: [bɛt]?

- Duits:
  - [ɛ]?: Standaarduitspraak van de korte beklemtoonde <e>
    - Voorbeelden: nett [nɛt]?, echt [ɛçt]?

  - [ɛ:]?: Standaarduitspraak van de lange <ä>
    - Voorbeelden: Käse [kɛ:zə]?, wärst [vɛ:ʀst]?

- Engels:
  - [ɛ]?: Standaarduitspraak van de korte beklemtoonde <e>
    - Voorbeelden: let [lɛt]? men [mɛn]?

- Frans:
  - [ɛ]?: è, ê, ai, ay, ei, ey; vaak e
    - Voorbeelden: après [apʀɛ]? (na), fête [fɛt]? (feest), merci [mɛʀsi]? (bedankt), fait [fɛ]? (gedaan), pleine [plɛn]? (vol).

  - [ɛ̃]? (genasaliseerd) in: in, im, ain, aim, ein, eim; en, em na e, i, y
    - Voorbeelden: besoin [bəzwɛ̃]? (nodig), matin [matɛ̃]? (morgen), bien [bjɛ̃]? (goed), faim [fɛ̃]?, plein [plɛ̃]? (vol).